# Матрона Солунська
Свята мучениця Матро́на Солу́нська — православна християнська свята.

## Життєпис
Постраждала у III чи IV ст. Вона була рабинею юдейки Павтили, дружини одного із солунських воєначальників. Павтила змушувала свою рабиню до відступництва і навернення до юдейства, але Матрона ще твердіше вірувала в Христа. Одного разу на запитання Павтили, чому вона ходить не до синагоги, а до християнської церкви, Матрона відповіла: «Бо в християнській церкві присутній Бог, а від юдейської синагоги він відступив». Павтила люто побила рабиню, а потім, зв'язавши, замкнула в темній комірчині. Вранці вона виявила, що Матрона невідомою силою звільнена від уз. У гніві Павтила побила мученицю майже до смерті, потім ще міцніше зв'язала її і уклала в тій самій комірчині, запечатавши двері, щоб страждальниці ніхто не міг допомогти. Чотири дні мучениця перебувала без води та їжі, а коли Павтила відчинила двері, то знову побачила, що Матрона звільнилася від кайданів, стояла та промовляла молитву. Розлючена Павтила побила мученицю товстими палицями, після чого свята і віддала свій дух Богові, тіло її за розпорядженням мучительки скинули з міського муру. Християни підняли його і з честю поховали. Павтила ж невдовзі на тому місці, де скинули з високої стіни тіло Матрони, оступилася, впала й розбилася, діставши заслужену відплату.
День пам'яті шанується 9 квітня (27 березня ст. ст.).